# کورت گیتارز
کورت گیتارز (انگلیسی: Cort Guitars) شرکت تجهیزات موسیقی کره‌ای است، که در سال ۱۹۶۰ تأسیس شد.